# 本斯豪森
本斯豪森（德語：Benshausen，發音：[bɛnsˈhaʊzn̩]）是德国图林根州施马尔卡尔登-迈宁根县曾经的一个市镇，面积24.92平方千米，2017年12月31日人口为2,333人。2019年1月1日，本斯豪森并入市镇采拉-梅利斯。